# Zofia Keppe
Zofia Keppe (ur. 27 marca 1921 w Łodzi, zm. 9 marca 2000 tamże) – polska lekarz, chirurg; działacz ruchu krajoznawczego i turystycznego, działacz ochrony przyrody i opieki nad zabytkami.

## Nauka i studia
Maturę uzyskała w Gimnazjum C. Waszczyńskiej w Łodzi w 1938. Studiowała na Wydziale Lekarskim Uniwersytetu Łódzkiego w latach 1945–1949; dyplom lekarza uzyskała w Akademii Medycznej w Łodzi w 1951, doktorat nauk medycznych uzyskała w 1967.

## Praca zawodowa i naukowa
Młodszy asystent w I Klinice Chirurgicznej Akademii Medycznej w Łodzi w latach 1948–1952, starszy asystent w Klinice Chirurgii Dziecięcej Akademii Medycznej w latach 1952–1956, starszy asystent III Kliniki Chirurgicznej Akademii Medycznej w latach 1956–1962.
Na zlecenie prof. W. Tomaszewicza zorganizowała w 1960 Przychodnię Urazów Ręki, którą mimo różnych zmian administracyjnych prowadziła do końca 1990.
Praca doktorska była wyróżniona i nagrodzona przez Radę Naukową przy Ministrze Zdrowia. Opublikowała w czasopismach fachowych kilkanaście prac naukowych z zakresu chirurgii ręki, m.in. publikowaną w "Pediatrii Polskiej" pracę o zabiegu operacyjnym u dwóch noworodków w 1958. Wygłaszała kilkanaście razy odczyty naukowe na sympozjach naukowych Sekcji Chirurgii Ręki w Polskim Towarzystwie Chirurgicznym. Wygłaszała liczne prelekcje popularnonaukowe w różnych środowiskach.
Była w 1974 organizatorem Sekcji Chirurgii Ręki przy Polskim Towarzystwie Ortopedyczno-Urazowym i Polskim Towarzystwie Chirurgicznym.

## Działalność społeczna
Była projektodawcą powołania Stowarzyszenia Absolwentów Akademii Medycznej w Łodzi, członkiem, wiceprezesem w latach 1963–1978, i prezesem Stowarzyszenia od 1978 do śmierci. 
Była członkiem Polskiego Towarzystwa Turystyczno-Krajoznawczego od 1959, członkiem Zarządu Oddziału oraz Zarządu Wojewódzkiego PTTK w Łodzi, zdobyła uprawnienia Organizatora Turystyki, Przodownika Turystyki Górskiej, Przodownika Turystyki Pieszej i Honorowego Przodownika Turystyki Pieszej. Była lekarzem wszystkich Rajdów Świętokrzyskich PTTK. Po wycieczkach zagranicznych od 1971 prowadziła w PTTK prelekcje na tematy turystyczne z pokazem slajdów.
Była członkiem i działaczem Towarzystwa Opieki nad Zabytkami w Łodzi, Ligi Ochrony Przyrody od 1961, członkiem założycielem Klubu Miłośników Kaktusów w Łodzi 1963 i organizatorem wystaw kaktusów, autorką prelekcji o kaktusach w Łódzkim Domu Kultury w latach 1963–1971.
Była biegłym Sądu Wojewódzkiego w Łodzi od 1983.
Pochowana na Starym Cmentarzu w Łodzi przy ul. Ogrodowej, w części ewangelickiej.

## Odznaczenia
- Honorowa Odznaka Miasta Łodzi,
- Srebrna i Złota Odznaka Honorowa PTTK,
- Srebrna i Złota Odznaka LOP,
- Złota Odznaka Honorowa Ligi Ochrony Przyrody "Za zasługi dla ochrony przyrody",
- medale "Za zasługi"dla Zarządu Wojewódzkiego PTTK i Oddziału PTTK w Łodzi,
- Medal "Za zasługi dla Akademii Medycznej".